# 拉特利奇 (明尼蘇達州)
拉特利奇（英語：Rutledge）是一個位於美國明尼蘇達州派恩縣的城市。

## 人口
根據2020年美國人口普查的數據，拉特利奇的面積為7.81平方千米，當中陸地面積為7.63平方千米，而水域面積為0.18平方千米。當地共有人口212人，而人口密度為每平方千米27人。